# Friedrich Pogge

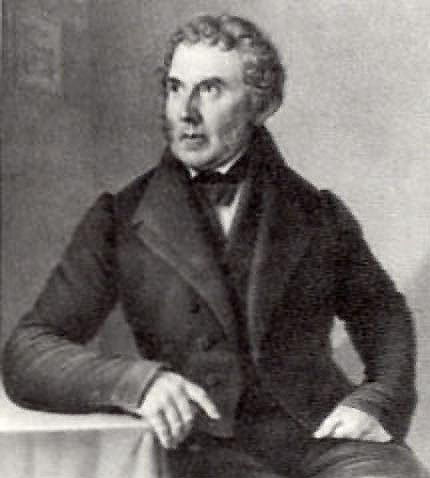
Friedrich Pogge

Christian Johann Friedrich Pogge, unter Hinzufügung des Besitznamens auch Pogge-Zierstorf (* 12. Mai 1791 in Roggow; † 13. Oktober 1843 in Zierstorf) war ein deutscher Landwirt aus der mecklenburgischen Familie Pogge und Agrarreformer.

## Leben
Friedrich Pogge wurde als ältester Sohn des Landwirts und Agrarreformers Carl Pogge und älterer Bruder des Landwirts und Mitglieds der Frankfurter Nationalversammlung Johann Pogge in Roggow bei Güstrow geboren.
Er erhielt seine Schulbildung bei Pastor Piper in Rheinshagen bei Güstrow und ging anschließend in die landwirtschaftliche Lehre bei seinem Vater in Roggow. 1806 erlebte Pogge in Roggow die französische Besetzung mit. 1810–1811 studierte er in Rostock bei Lorenz Karsten und auf dessen landwirtschaftlichem Versuchsgut Neuenwerder und machte anschließend erste Praxiserfahrungen auf dem väterlichen Gut in Roggow. 1814 unternahm Pogge Studienreisen nach Holland und England. Nach der Rückkehr pachtete er 1816 Domgut Dehmen bei Güstrow und begründete dort eine Zucht von Merinoschafen und Vollblutpferden.
Friedrich Pogge erwarb sich schnell den Ruf eines herausragenden Propagandisten der englischen Pferdezucht in Mecklenburg, wozu ihn Gottlieb von Biel angeregt hatte. Er besuchte 1822 das erste Pferderennen in Doberan, siegte dort auf der heutigen Ostseerennbahn 1829 im Alexandrinen-Rennen mit seinem Pferd Robinson. Ab 1820 wirkte er zudem als Direktor der Neubrandenburger Feuer-Hagelversicherungsgesellschaft. 1831 kaufte er das Rittergut Zierstorf mit Bartelshagen und wurde damit [nach anderen Angaben: ab 1836/1838] Mitglied des Allgemeinen Mecklenburgischen Landtages.
Pogge entwickelte sich zu einem der bedeutenden Reformer der mecklenburgischen Landwirtschaft. 1841/42 organisierte er die erste Bauernversammlung in Teterow und Güstrow und 1843 die Jahresversammlung der Land- und Forstwirte. Als Nachfolger seines Vaters wurde er als Mitglied des Direktoriums ein führender Vertreter des Mecklenburgischen Patriotischen Vereins. Er war Gutsnachbar und Freund von Johann Heinrich von Thünen und gilt als Begründer regelmäßiger Versammlungen zur Fortbildung bäuerlicher Landwirte.
Ab 1838 profilierte er sich als Verfechter bürgerlicher Bestrebungen im altmecklenburgischen Landtag und als Führer im Kampf um die Gleichberechtigung zwischen adligen und bürgerlichen Gutsbesitzern. Pogge verfolgte eine liberale Politik, vor allem in den mecklenburgischen Verfassungskämpfen und gilt als Begründer der Tierschauen, besonders in Güstrow.
Friedrich Pogge wohnte ab 1816 in Dehmen, ab 1831 in Zierstorf. Er war zweimal verheiratet und hatte 10 Kinder, von denen Georg Pogge als Pferdezüchter und Paul Pogge (1838–1884) als Jurist, Landwirt und Afrikaforscher besonders bekannt wurden. Friedrich Pogge starb an den Folgen eines nicht behandelten Rippenbruchs.

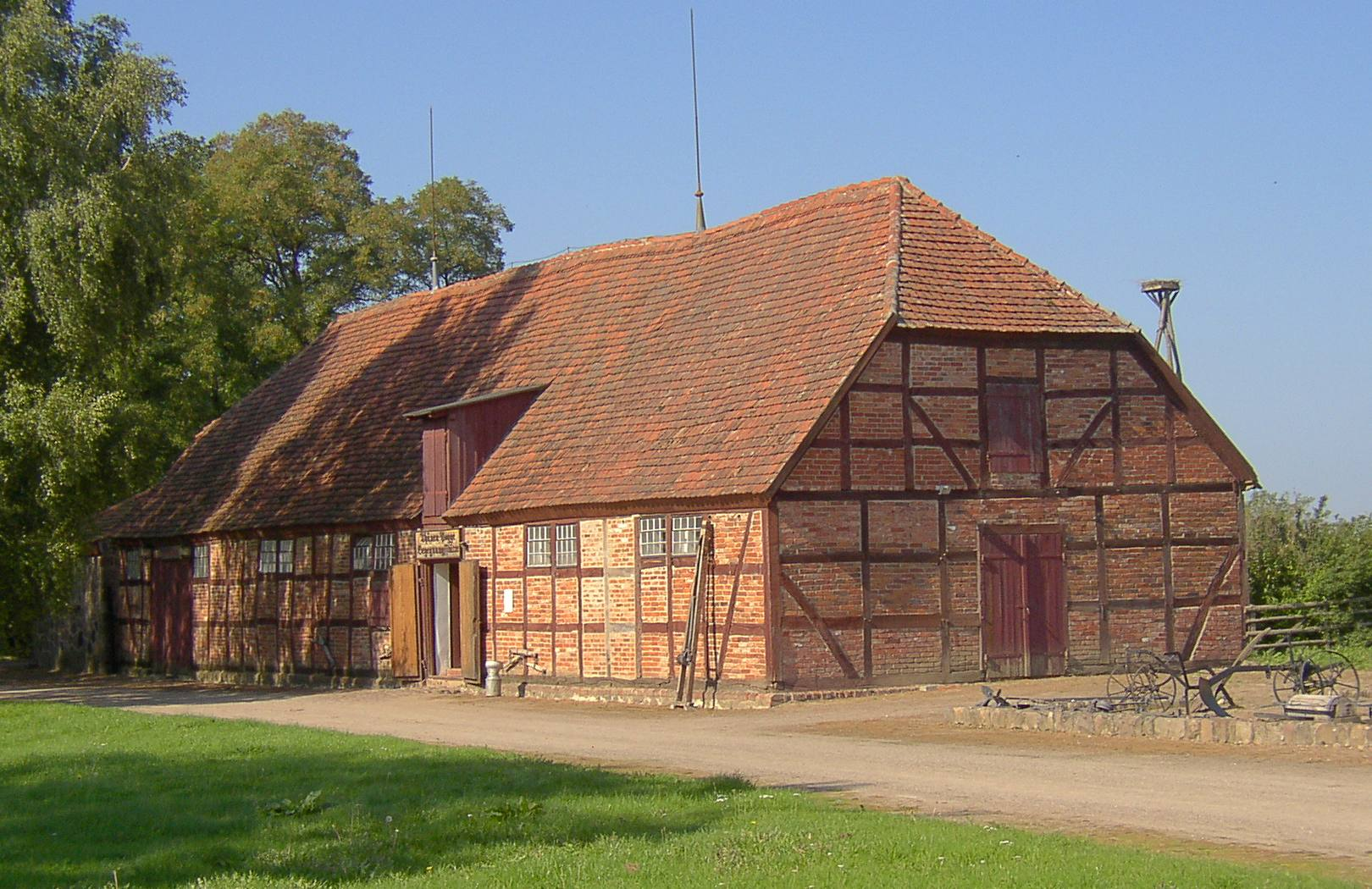
Thünen-Pogge-Begegnungsstätte in Warnkenhagen-Tellow

In Tellow gibt es eine Thünen-Pogge-Begegnungsstätte (im um 1815 erbauten ehemaligen Pferdestall Thünens).

## Werke
Friedrich Pogge veröffentlichte unzählige Aufsätze in der Zeitung für Pferdeliebhaber, den Hippologischen Blättern, im Freimüthigen Abendblatt sowie in den Jahresheften über Mecklenburgs Pferderennen.